# Вэнтокойяха
Вэнтокойяха (устар. Вэнто-Кой-Яха) — река в России, протекает в Ямало-Ненецком автономном округе. Впадает в Большую Хадырьяху на 77 км от её устья. Длина реки — 147 км, площадь водосборного бассейна — 2540 км².

## Притоки
(км от устья)
- 16 км: Лангъяха
- 42 км: Нерутаяха
- 63 км: Камэльсейяха
- 65 км: Ядьяха
- 69 км: Нгарка-Тутысымаяха
- 83 км: Нюдя-Тутысымаяха
- 95 км: Янгъяха

## Данные водного реестра
По данным государственного водного реестра России относится к Нижнеобскому бассейновому округу, водохозяйственный участок реки — Пур. Речной бассейн реки — Пур.